# Scott Lilienfeld
Scott O. Lilienfeld (ur. 23 grudnia 1960 w Nowym Jorku, zm. 29 września 2020) – profesor psychologii na Uniwersytecie Emory w Atlancie i propagator medycyny opartej na dowodach. Jest znany z książek 50 Great Myths of Popular Psychology (50 wielkich mitów popularnej psychologii), Brainwashed i innych, które badają i czasami obalają psychologiczne twierdzenia pojawiające się w popularnej prasie. Jego artykuły pojawiają się w ważnych amerykańskich czasopismach i dziennikach, takich jak New York Times, the New Yorker, Scientific American. Poza tym Lilienfeld występował w amerykańskich programach telewizyjnych 20/20, CNN i CBS Evening News. We wrześniu 2017 będzie prelegentem na odbywającym się we Wrocławiu 17 Europejskim Kongresie Sceptyków.

## Życiorys
Lilienfeld urodził się 23 grudnia 1960 roku w Nowym Jorku. Gdy dorastał zainteresował się paleontologią i astronomią, ale postanowił studiować psychologię. Powiedział „Mimo że moja miłość do nauk przyrodniczych nigdy nie wygasła, w końcu zakochałem się w tajemnicach świata wewnętrznego — w ludzkim umyśle — nawet bardziej, niż w tajemnicach świata zewnętrznego”.
Lilienfeld studiował psychologię na Cornell University w Ithaca, który ukończył w 1982 roku. Jako student był pod wpływem prac Davida T. Lykkena na temat osobowości psychopatycznej. Z czasem zaczął interesować się zaburzeniami osobowości, zaburzeniami dysocjacyjnymi, ocenami osobowości, zaburzeniami lękowymi, klasyfikacją psychiatryczną, pseudonauką w psychologii i opartymi na nauce praktykami w dziedzinie psychologii klinicznej. Lilienfeld woli zajmować się szeroką dziedziną wiedzy twierdząc, że to „czyni z niego lepszego badacza i myśliciela” mającego szeroką perspektywę na polu psychologii.
W 1986 roku rozpoczął staż kliniczny na Zachodnim instytucie psychiatrycznym i klinice w Pittsburghu, w stanie Pensylwania, który ukończył w 1987 roku. Uzyskał stopień doktora w dziedzinie psychologii klinicznej na Uniwersytecie Minnesota w 1990 roku.
Od 1990 do 1994 roku Lilienfeld był asystentem na Uniwersytecie stanu Nowy Jork w Albany. Stamtąd przeniósł się na Uniwersytet Emory, gdzie był profesorem nadzwyczajnym do roku 2000, kiedy to został profesorem zwyczajnym.
W 2002 roku Lilienfeld założył Scientific Review of Mental Health Practice (Naukowy Przegląd Praktyk Psychiatrycznych). Jest również konsultantem w Skeptical Inquirer i Skeptic Magazine, bierze udział w pracach kolegiów redakcyjnych magazynów Scientific Review of Alternative Medicine, Journal of Abnormal Psychology, Psychological Assessment, Perspectives on Psychological Science i Clinical Psychology Review, a także pisze artykuły do Scientific American Mind i Psychology Today.
Lilienfeld jest obecnie profesorem psychologii na Uniwersytecie Emory w Atlancie, stanie Georgia.

## Kariera

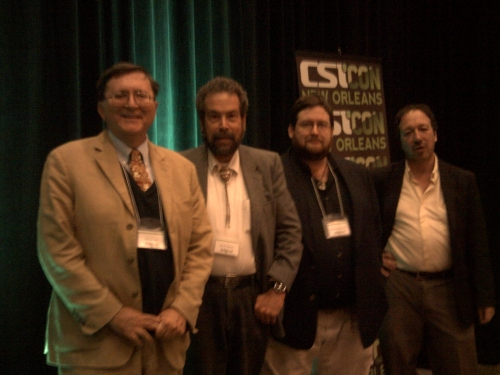
Panel spiskowy na CSICon (od lewej do prawej: Ted Goertzel, Dave Thomas, Bob Blaskiewicz, i Scott O. Lilienfeld)

Lilienfeld, wraz z Sally Satel, poświęcił większą część swojej kariery psychologicznej obalaniu pseudonauki w „popularnej neuronauce, która pojawia się w nagłówkach gazet”. Zajmują się takimi praktykami jak używanie funkcjonalnego rezonansu magnetyczny (lub neuroobrazowania), aby „odkryć” moralne i duchowe ośrodki mózgu, które nazwali „uproszczonym neurononsensem”. Ich książka Brainwashed: The Seductive Appeal of Mindless Neuroscience (Wyprani z mózgu: Uwodzicielski urok bezmyślnej neuronauki) była w finale konkursu Los Angeles Times Book Prize w dziedzinie nauki za 2013 rok.
Lilienfeld pisał krytycznie o terapii odwrażliwiania za pomocą ruchu gałek ocznych (EMDR)
, wykorzystywania testów Rorschacha w diagnostyce psychologicznej
, terapii odzyskiwania pamięci i nieporozumieniach w badaniach nad autyzmem, takimi jak rzekomy związek między autyzmem a szczepionką MMR zauważając, że „wiele kontrolowanych badań przeprowadzonych na wielką, międzynarodową skalę, zaprzeczyły by istniał jakikolwiek statystyczny związek między szczepionką MMR i autyzmem”. Pisał także krytycznie o modnych terapiach autyzmu, takich jak np. metoda ułatwionej komunikacji.
Podczas panelu James Randi Educational Foundation w 2014 roku, Lilienfeld został zapytany, czy myśli, że można nauczyć kogoś racjonalizmu. Odpowiedział, że racjonalizm i krytyczne myślenie nie są w naturze człowieka i do pewnego stopnia mogą być wyuczone, ale dodał, że są to pojęcia bardzo zależne od specyficznej dziedziny i mogą nie uogólniać się w innych obszarach; osoba może być zupełnie racjonalna w jednej dziedzinie, a bardzo irracjonalna w innej. Stwierdził: „Pojmuję naukę w wielu przypadkach jako zabezpieczenie przed efektem potwierdzenia”.

## Sceptycyzm
Lilienfeld pisze i mówi o potrzebie lepszej komunikacji pomiędzy grupami sceptyków naukowych, a społeczeństwem. Zauważa, że aby obalić mit, ludzie muszą posiadać jakąś inną informację, która ten mit zastąpi, czego sceptycy często nie rozumieją. Sugeruje, że „sceptycy powinni mówić bardziej otwarcie” kiedy w mediach mity przedstawia się jako naukę. Lilienfeld popiera ideę, by ludzie wypowiadali się odważnie w swojej dziedzinie. „Gdyby każdy wypowiedział się w swojej dziedzinie wiedzy w gazetach i telewizjii, w końcu byłby efekt”. Lilienfeld ostrzega, że społeczność sceptyków powinna nalegać na dowody, ale też zawsze mieć otwarty umysł na nowe stwierdzenia.

## Nagrody i członkostwa
- Nagroda Davida Shakowa za wybitny początek kariery w psychologii klinicznej od Amerykańskiego Towarzystwa Psychologicznego (1998)
- Członek Committee for Skeptical Inquiry
- Jeden z założycieli Institute for Science in Medicine[19]
- Członek Association for Psychological Science

## Książki
- Happiness, and Well-Being: Better Living through Psychological Science ze Stevenem J. Lynnem i Williamem T. O'Donohue (Sage, 2015) ISBN 978-1-452-20317-1
- The Encyclopedia of Clinical Psychology z Robinem L. Cauti (John Wiley and Sons, 2015) ISBN 978-1-118-62539-2
- Brainwashed: The Seductive Appeal of Mindless Neuroscience z Sally Satel (Basic Books, 2015) ISBN 978-0-465-06291-1
- Facts and Fictions in Mental Health z Halem Arkowitzem (Wiley Blackwell, 2015) ISBN 978-1-118-31130-1
- Psychology: Introducing Psychology: Brain, Person, Group z Robin S. Rosenberg, Stephenem M. Kosslynem, Stevenem J. Lynnem, Laurą L. Namy, Nancy J. Woolf (Pearson Custom Library, 2014) ISBN 978-1-269-29921-3
- Science and Pseudoscience in Clinical Psychology ze Stevenem Jay Lynnem, Jeffreyem M. Lohrem, Carol Tavris (słowo wstępne) (The Guildford Press, 2014) ISBN 978-1-462-51789-3
- Psychology: From Inquiry to Understanding, Science and Pseudoscience in Clinical Psychology ze Stevenem J. Lynnem (Pearson Custom Library, 2010) ISBN 978-0-205-96118-4
- 50 Great Myths of Popular Psychology: Shattering Widespread Misconceptions about Human Behavior ze Stevenem Jay Lynnem, Johnem Ruscio, Barrym Beyersteinem (Wiley-Blackwell, 2009) ISBN 978-1-405-13112-4
- Psychological Science in the Courtroom: Consensus and Controversy z Jennifer L. Skeem i Kevinem S. Douglasem (Guilford, 2009)  ISBN 978-1-606-23251-4
- Psychology: A Framework for Everyday Thinking ze Stevenem J. Lynnem, Laurą L. Namy, Nancy J. Woolf (Pearson, 2009) ISBN 978-0-205-65048-4
- Study Guide for Psychology: A Framework for Everyday Thinking ze Stevenem J. Lynnem, Laurą L. Namy, Nancy J. Woolf (Pearson, 2009) ISBN 978-0-205-75717-6
- Navigating the Mindfield: A Guide to Separating Science from Pseudoscience in Mental Health z Johnem Ruscio, Stevenem J. Lynnem (Prometheus Books, 2008) ISBN 978-1-591-02467-5
- The Great Ideas of Clinical Science: 17 Principles that Every Mental Health Professional Should Understand z Williamem T. O'Donohue (Routledge, 2006)  ISBN 978-0-415-95038-1
- What's Wrong with the Rorschach? Science Confronts the Controversial Inkblot Test z Jamesem M. Woodem, M. Teresą Nezworski i Howardem N. Garbem (Jossey-Bass, 2003)  ISBN 978-0-787-96056-8
- Science and Pseudoscience in Clinical Psychology ze Stevenem Jay Lynnem i Jeffreyem M. Lohrem (Guildford, 2002)  ISBN 978-1-593-85070-8
- Looking into Abnormal Psychology: Contemporary Readings (Wadsworth Publishing, 1998) ISBN 978-0-534-35416-9
- Seeing Both Sides: Classic Controversies in Abnormal Psychology (Psychology Series) (Wadsworth Publishing, 1994) ISBN 978-0-534-25134-5